# Левон IV
Левон IV Хетумян, відомий також як Левон III (1289 — † 1307) — король Кілікійської Вірменії. Походив з династії Хетумідів (Хетумян)

## Життєпис
Народився 1289 року в родині Тороса III та Маргарити Лузіньян.
1301 року король Кілікії Хетум II зрікся корони на користь свого малолітнього племінника Левона, сина його брата Тороса. При цьому Хетум залишився при владі, ставши регентом неповнолітнього короля. 1305, трохи подорослішавши, Левон одружився з кузиною Агнесою Лузіньян, а вже наступного року 30 липня відбулась офіційна коронація Левона як короля Кілікійського вірменського царства. Внутрішня політика Левона була продовженням курсу латинізації країни, що розпочалась його дядьком ірегентом Хетумом. Помилково вважаючи, що вірменська держава може покластись на допомогу папи, наполягав на унії з католицькою церквою. З цією метою 19 березня 1307 скликав церковний собор у Сісі, та змусив його звернутись до папи щодо унії. Через те, що тільки царський двір и католикос підтримував унію, рішення собору спричинило серйозний спротив серед народу й духовенства, а спроби втілити в життя рішення собору призвели до кривавих сутичок всередині країни.
Повна орієнтація на захід позначилась на зовнішній політиці. Одним із перших та найважливіших розпоряджень Левона як одноосібного правителя держави є указ від 20 травня 1307 року. Відповідно до указу король надавав торговельні пільги та привілеї венеційським купцям. Того ж року 17 листопада молодий король та його дядько Хетум II, поблизу фортеці Аназарб потрапили в засідку. влаштовану монгольським воєначальником, в результаті чого обидва загинули.

## Родина
Дружина: Агнеса Лузіньян
діти: не було